# Passiflora pinnatistipula

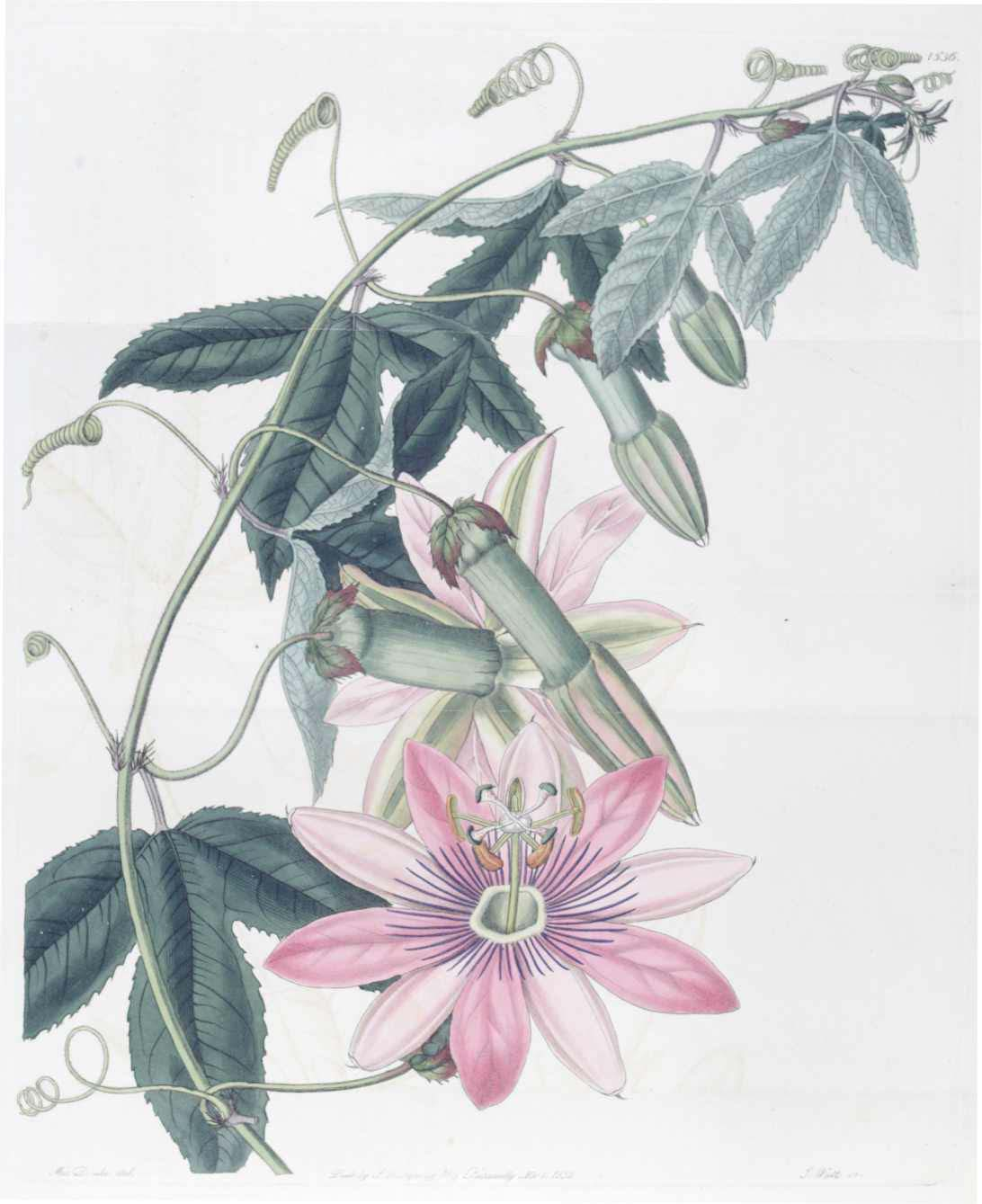
Ilustração da Passiflora pinnatistipula

Passiflora pinnatistipula, chamada comumente de Gulupa, tintín no Peru, pasionaria no Chile, ou purupuru no Equador; é uma herbácea perene nativa do Chile Central e do Peru.
Produz flores impressionantes e frutas amarelas com uma forma oblonga que contém grande quantidade de sementes pequenas. O mesocarpo é reminiscente a uma laranja e é usado para bebidas, doces, sorvetes e salada.